# HD46665
HD46665 — хімічно пекулярна зоря спектрального класу A0, що має видиму зоряну величину в смузі V приблизно  9,5.
Вона  розташована на відстані близько 1822,1 світлових років від Сонця.

## Пекулярний хімічний вміст
Зоряна атмосфера HD46665 має підвищений вміст 
Eu
.